# محمد وقيدي

محمد وقيدي (1946 - 7 أغسطس 2020) هو كاتب ومفكر وأستاذ جامعي مغربي.  حصل سنة 1979 على دبلوم الدراسات العليا في الفلسفة من كلية الآداب والعلوم الإنسانية بالرباط. ويعدّ من أبرز الأسماء في الفلسفة والفكر في المغرب العربي خصوصًا والعام العربي عمومًا، من خلال مؤلفاته في العلوم الإنسانية وأعماله الفلسفية، وكتاباته في الابستمولوجيا، وترجماته لغاستون باشلار، وغيره من الفلاسفة المعاصرين. 

## أعماله
- فلسفة المعرفة عند غاستون باشلار (دار الطليعة، بيروت 1980) ثم (مكتبة المعارف، الرباط 1984)
- العلوم الإنسانية والإيديولوجيا (دار الطليعة، بيروت 1983) ثم (منشورات عكاظ، الرباط 1988)
- ما هي الإبستمولوجيا ؟ (دار الحداثة، بيروت 1983) ثم (مكتبة المعارف، الرباط 1987)
- حوار فلسفي : قراءة في الفلسفة العربية المعاصرة (دار توبقال للنشر ، الدار البيضاء 1985)
- كتابة التاريخ الوطني (دار الأمان، الرباط 1990)
- بناء النظرية الفلسفية : دراسات في الفلسفة العربية المعاصرة (دار الطليعة، بيروت 1990)
- البعد الديمقراطي (دار الطليعة، بيروت 1997)
- أبعاد المغرب وآفاقه، 1998
- جرأة الموقف الفلسفي (افريقيا، الشرق، الدار البيضاء وبيروت، 1999)
- التعليم بين الثوابت والمتغيرات (نداكوم للطباعة والنشر، الرباط، 1999)
- التوازن المختل : تأملات في نظام العالم (دار نشر المعرفة، الرباط، 2000)
- مكونات المغرب وسياسات (مطبعة النجاح الجديدة، الدار البيضاء، 2001)
- لماذا أخفقت النهضة العربية ؟ (بالاشتراك مع احميدة النيفر) سنة 2002)
- النمو العقلي والتطور المعرفي (الشركة العالمية للكتاب، 2005)
- الإبستمولوجيا التكوينية عند جان بياجيه، 2007
- الإبستمولوجيا التكوينية في فلسفة العلوم، 2010

## وفاته
توفي صباح يوم الجمعة 7 أغسطس 2020 بعد صراع مع المرض.